# Serruria aemula
Serruria aemula,  es una especie de arbusto   perteneciente a la familia  Proteaceae. Es originaria de Sudáfrica.

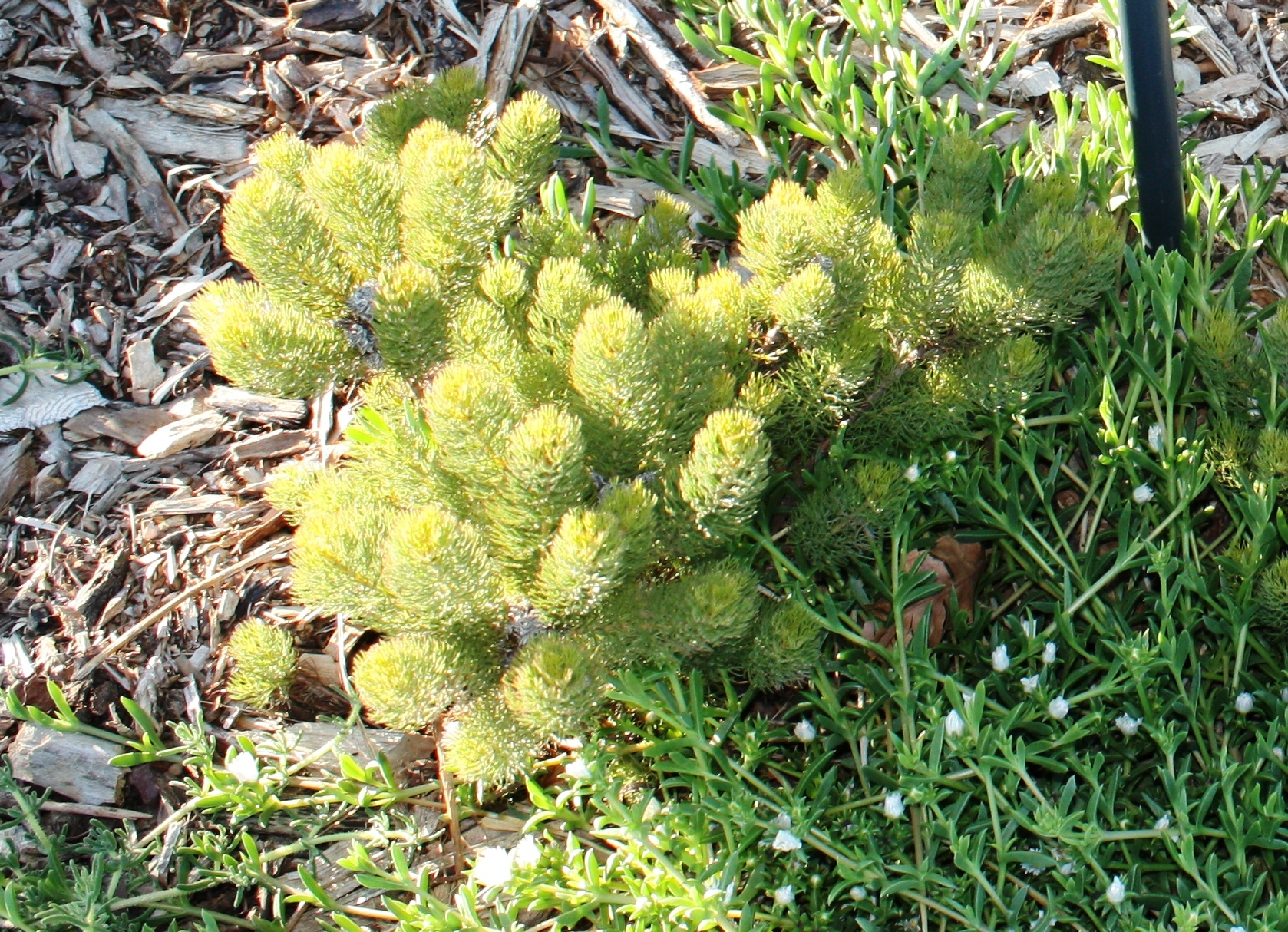
Detalle de la planta

## Descripción
Serruria aemula forma un arbusto extenso, muy ramificado  alcanzando una altura de 0,5 m. Las hojas  apuntan hacia arriba y con su estructura de enmarañada producen un efecto lanudo general. Las plantas más viejas consolidan su crecimiento en un arbusto denso de crecimiento redondeado. La planta produce numerosas y solitarios  flores de color rosa y dulce aroma de julio a octubre. Estas flores pueden cubrir toda la planta y produce una espectacular exhibición en la primavera y principios del verano. 

## Distribución y hábitat
Serruria aemula una vez se produjo en  masas enormes en Cape Flats cerca de Ciudad del Cabo desde Milnerton a Rondebosch. Lamentablemente, esta hermosa especie se ha reducido por la agricultura y el desarrollo urbano, a solo quedan unas pocas poblaciones a lo largo de las reservas de la carretera y en las líneas de energía por un total de alrededor de 1 000 plantas. A menos que exista una gestión urgente sobre el terreno y apropiada de las pocas poblaciones naturales remanentes, esta especie se extinguirá en la naturaleza dentro de las próximas décadas.
La gestión de la vegetación invasora bajo las líneas eléctricas a través del cepillo de corte y el uso de herbicidas, tienen serias implicaciones para el futuro de las poblaciones de la zona. 
La introducción de las hormigas argentinas plantea otra amenaza, ya que compite con las hormigas indígenas, los cuales transportan los frutos (semillas) a sus nidos subterráneos y así protegen a las semillas antes de la germinación. Si la fruta no se almacena bajo tierra se convierte en susceptible a la depredación por los roedores.
Serruria aemula crece en la arena profunda de suelo ácido a baja altura (20-70 m). Se expone a los suelos húmedos y las condiciones frías y suaves durante el invierno (0-18 °C). Los meses de verano suelen ser calurosos, secos y ventosos (10-28 °C) y los suelos pueden llegar a ser flojos y secos.

## Ecología
Las plantas sobreviven mejor si hay una buena comunidad, en estrecha colaboración cada vez mayor que consiste en una mezcla de vegetación natural en un estado relativamente tranquilo. Estas plantas sirven para protegerse unos a otros y forman una cubierta vegetal natural que mantiene el suelo frío y obliga a fijar los suelos arenosos. Ejemplos típicos de plantas que se encuentran en esta comunidad son Serruria fasciflora, Diastella proteoides, Leucospermum hypophyllocarpodendron, Leucadendron levisanus, Erica mammosa, Erica ferrea, y restios.

Numerosas abejas y las pequeñas mariposas fueron vistos visitando las flores. Las abejas llevaban sacos grandes de polen en sus patas traseras. Se supone que son los principales polinizadores.

## Taxonomía
Leucospermum rodolentum fue descrita por  Salisb. ex Knight  y publicado en Cult. Prot. 89. 1809
Sinonimia
- Protea aemula Poir.	[3]

Etimología
Serruria el nombre del género fue nombrado en honor de J. Serrurier que fue profesor de Botánica de la Universidad de Utrecht, a principios del siglo XVIII. 
El epíteto específico aemula significa rival, probablemente refiriéndose a su belleza.